# NSLS-II
National Synchrotron Light Source (NSLS) — ускорительный комплекс, источник синхротронного излучения в Брукхейвенской национальной лаборатории, США. С 1982 по 2014 год функционировал источник 2-го поколения, в 2015 году начал работу на пользователей новый синхротрон NSLS-II.

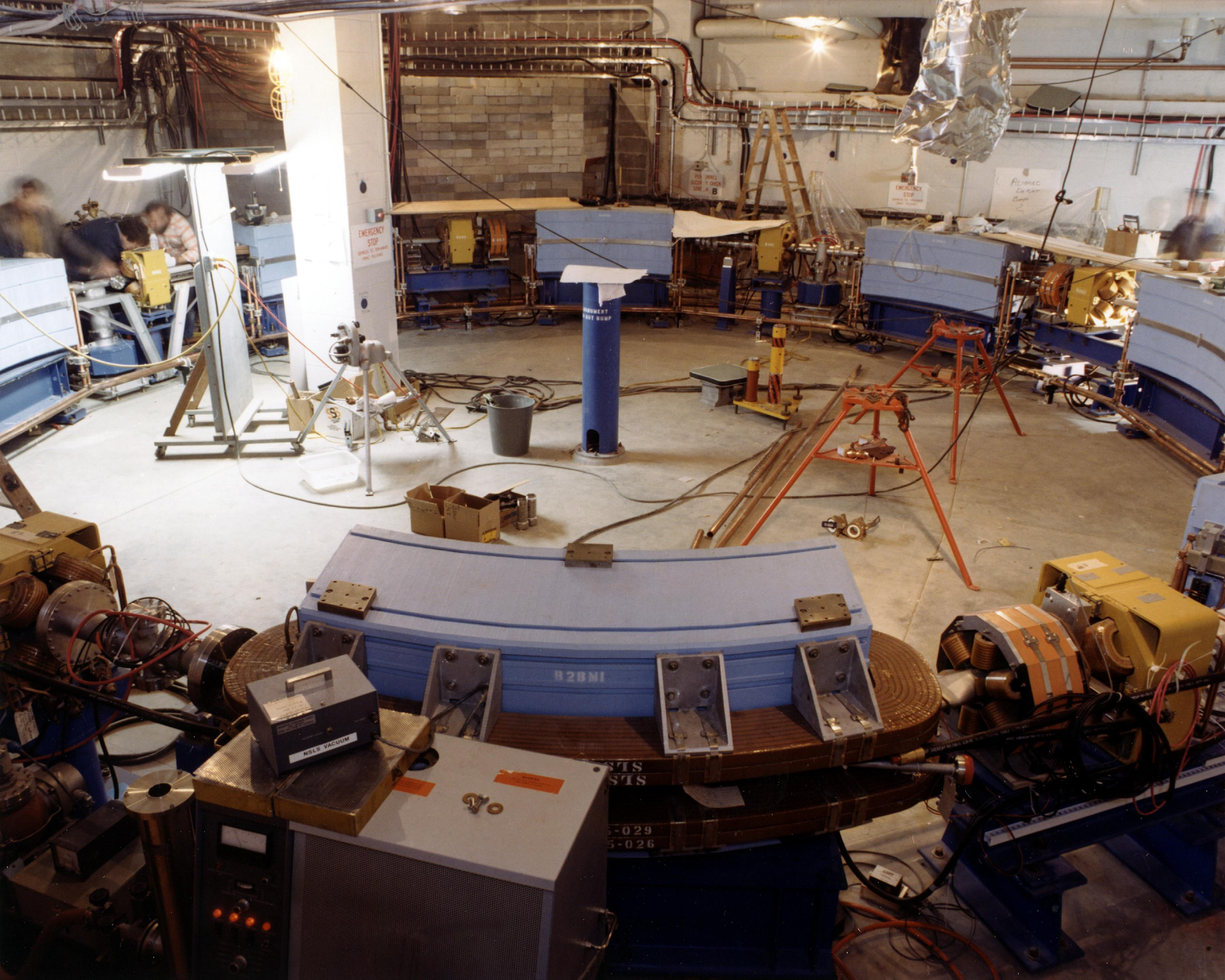
Сборка малого 700 МэВ кольца, VUV ring

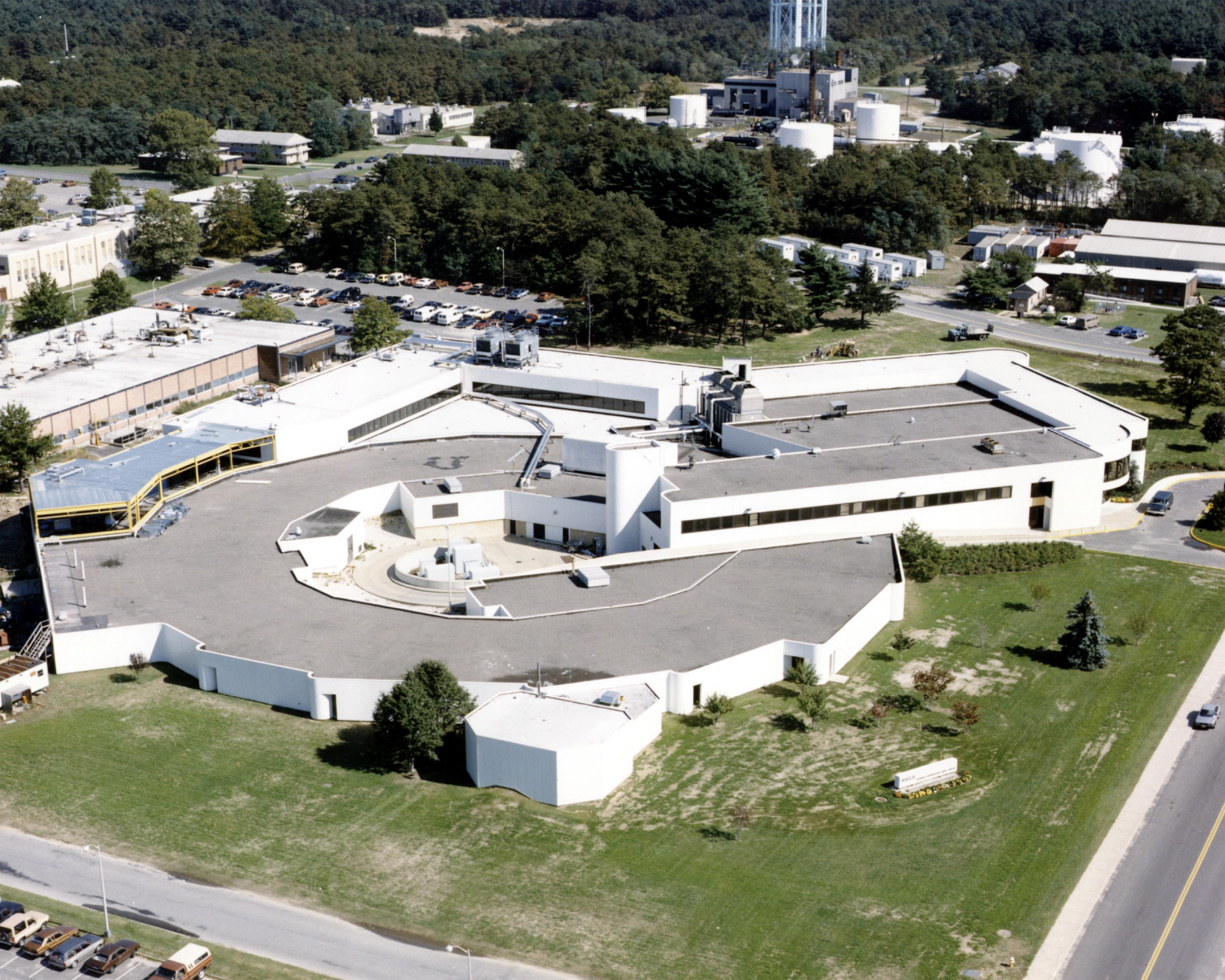
Здание старого комплекса NSLS

## История
Церемония начала строительства NSLS в Брукхэйвенской лаборатории состоялась 28 сентября 1978 года. В 1982 году был запущен накопитель на энергию 700 МэВ, с выводами излучения вакуумного ультрафиолета для пользователей (VUV ring). В 1984 году начал работу основной синхротрон 2.5 ГэВ (X-ray ring).
При создании NSLS физиками Ренатой Часман и Джорджем Грином была предложена магнитная структура с ячейкой типа DBA (Double Bend Achromat), или ячейка Chasman-Green, которая впоследствии получила широкое распространение в синхротронах по всему миру, а впоследствии получила развитие в виде TBA (Triple Bend Achromat) и MBA (Multi Bend Achromat).
Комплекс NSLS состоял из 100 кэВ электронной пушки, линака на энергию 120 МэВ, бустерного синхротрона 750 МэВ, из которого пучок инжектировался в малое кольцо VUV ring каждые 4 часа, где ускорялся до 825 МэВ, или в большое X-ray ring, каждые 12 часов, с последующим ускорением до максимальной энергии 2.8 МэВ.
Всего на NSLS было оборудовано 19 экспериментальных станций на VUV ring и 58 на X-ray ring. Свыше 57000 пользователей проводили свои эксперименты. Две работы были удостоены Нобелевской премии по химии: Родерик Маккиннон в 2003 году, и Ада Йонат, Венкатраман Рамакришнан и Томас Стейц в 2009 году.

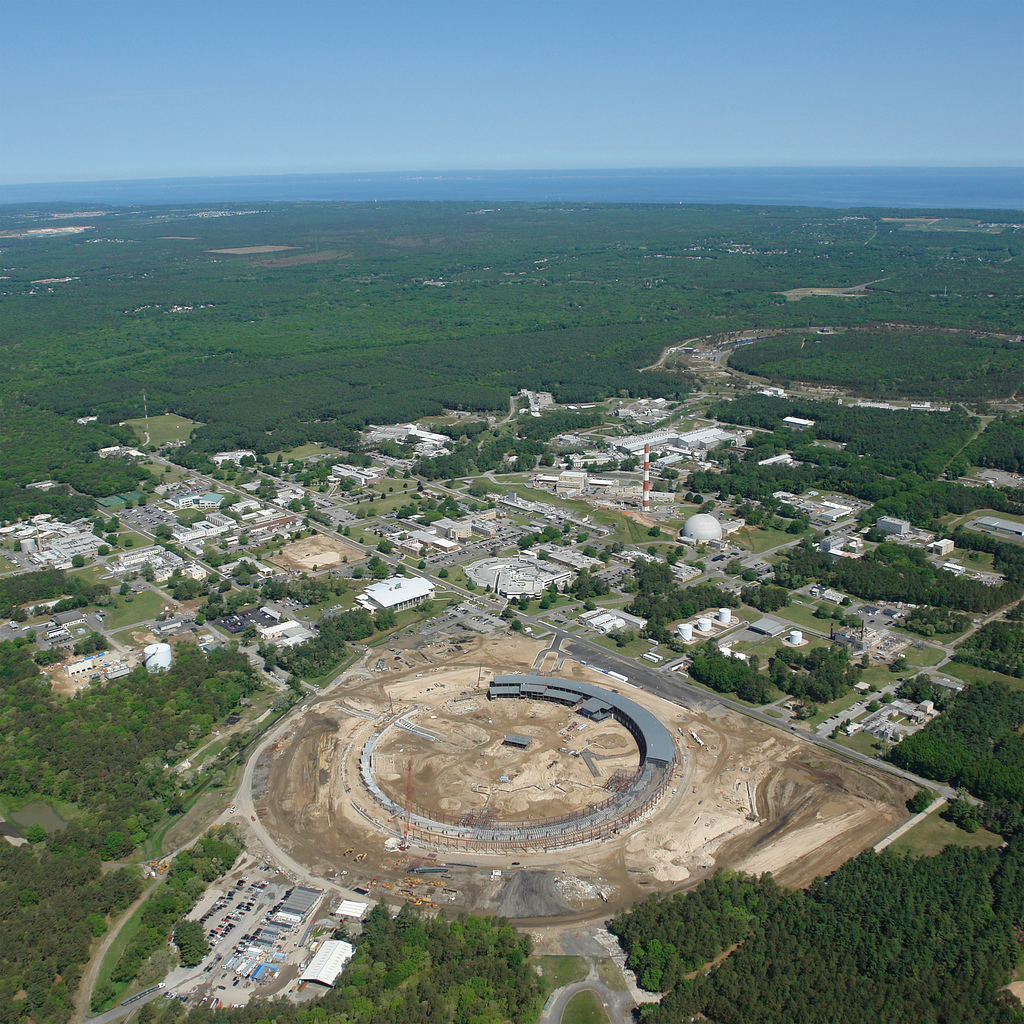
Строительство NSLS-II

## NSLS-II
В 2009 году началось сооружение нового ускорительного комплекса. Новый накопитель имеет значительно меньший эмиттанс электронного пучка и обеспечивает яркость излучения в 10000 раз выше, чем машина прошлого поколения, до 1021 фотонов/с в диапазоне 2-10 кэв.
Строительство было закончено в 2014 году, в срок и в рамках бюджета $912 млн. Бустерный накопитель был изготовлен «под ключ» в новосибирском ИЯФ СО РАН. Работа на пользователей началась в 2015 году. К 2018 году имеется 29 работающих пользовательских станций, в перспективе их число может быть доведено до 58.